# Monte Fairweather
O Monte Fairweather é uma das montanhas mais altas do Canadá e dos Estados Unidos da América, marcando a extremidade norte do Panhandle do Alasca, na fronteira entre Alasca e Colúmbia Britânica. Fica apenas a 20 km do Oceano Pacífico no Parque e Reserva Nacional Glacier Bay. O nome, que significa "bom tempo", foi-lhe dado pelo capitão James Cook, devido às boas condições climáticas que observou do mar sobre o pico. Todavia, a temperatura no topo pode chegar aos -46 °C. Tem uma alta proeminência topográfica, sendo a 26.ª montanha mais proeminente da Terra.
Tal como muitas das outras montanhas dos Montes de Santo Elias, o Monte Fairweather tem um declive muito acentuado já que a subida a partir de Glacier Bay é extremamente inclinada. Porém, o cume permanece invisível grande parte do tempo devido às más condições atmosféricas, muito frequentes. É uma das montanhas da América com maior proeminência topográfica.
O valor atribuído à altitude no topo varia entre 4663 m e 4671 m, consoante as fontes.